# 那波活所
那波 活所（なば かっしょ、文禄4年（1595年） - 正保5年1月3日（1648年1月27日））は、江戸時代初期の儒学者。名は信吉・方・觚。字は道円。通称は平八。

## 人物・経歴
播磨国姫路の豪農の家に生まれ、京都の銅駝坊に移り、藤原惺窩に師事した。林羅山・松永尺五・堀杏庵とともに「惺窩門四天王」の一人と称される。1623年（元和9年）肥後国熊本藩主加藤忠広に仕えたが、1630年（寛永7年）に致仕。加藤家改易の後、1635年（寛永12年）から紀伊国和歌山藩主徳川頼宣に儒臣として仕えた。京都銅駝坊の自宅で没した。
那波木庵は長男、『学問源流』などを著した那波師曾（魯堂）は玄孫にあたる。後世の孫には、京都大学教授で東洋史学者の那波利貞がある。

## 著作
- 『活所遺稿』
- 『活所忘備録』
- 『桜譜』- 桜の専門書の先駆けであるばかりでなく、桜の品種を記載したものとして貴重。
- 『四書註者考』
- 『人君明暗図』
- 古活字版『倭名類聚抄』
- 古活字版『白氏文集』